# Kellie Wells

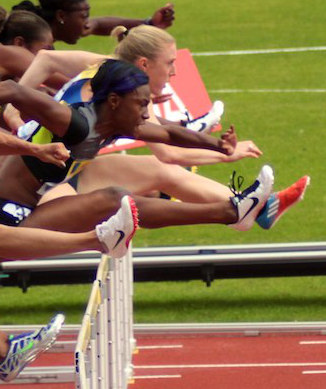
Kellie Wells 2012

Kellie Wells (* 16. Juli 1982 in Richmond) ist eine US-amerikanische Leichtathletin. 
Am 7. August 2012 gewann sie bei den Olympischen Spielen in London im 100-Meter-Hürdenlauf die Bronzemedaille.

## Persönliche Bestzeiten
- 100 m Hürden: 12,48 s, London 7. August 2012
- 100 m: 11,58 s, Birmingham 26. August 2012